# История греческого алфавита
Исто́рия гре́ческого алфави́та начинается с принятия финикийского письма и продолжается по сей день. Данная статья сосредоточивается на раннем периоде формирования современного греческого алфавита.
Финикийский алфавит представлял собой консонантное письмо, иными словами, состоял только из согласных. Такое устройство алфавита является менее подходящим для греческого, чем для семитских языков, поэтому несколько финикийских согласных, обозначающих звуки, не представленные в греческом, были приспособлены для обозначения гласных. Таким образом, греческий алфавит можно рассматривать как первый в мире консонантно-вокалический алфавит.

## Хронология заимствования
Большинство специалистов предполагает, что финикийский алфавит был приспособлен для греческого в IX веке до нашей эры, возможно, в Эвбее. Самые ранние известные фрагментарные греческие надписи датируют началом VIII столетия до нашей эры. Самые старые существенные тексты, известные на данный момент, — это Дипилонская надпись и текст на так называемой «Чаше Нестора», оба датированы концом VIII века до нашей эры.
Некоторые ученые приводят доводы в пользу более ранних дат — XVIII, XI столетия, но ни один из этих доводов широко не принят.
Йоргос Бурояннис собрал корпус фрагментарных надписей геометрического периода, которые невозможно с определённостью отнести к финикийскому или греческому письму, однако в них уже просматриваются черты, отличные от собственно финикийского письма. Уже на этом раннем этапе вырабатывается несколько параллельных вариантов греческого письма, которые будут окончательно вытеснены ионическим алфавитом лишь в классический период.

## Греческие цифры
Существует алфавитная запись чисел на базе греческого алфавита, где каждой букве алфавита соответствует числовое значение.